# Melanagromyza ocellaris
Melanagromyza ocellaris este o specie de muște din genul Melanagromyza, familia Agromyzidae, descrisă de Mitsuhiro Sasakawa în anul 1992. Conform Catalogue of Life specia Melanagromyza ocellaris nu are subspecii cunoscute.